# Hospital Central de Wuhan
O Hospital Central de Wuhan é um hospital terciário localizado no distrito de Jiang'an, em Wuhan. Foi fundado em 1880 pela Igreja Católica de Hankow e inicialmente era uma clínica. Após ser expandido, foi rebatizado como Hospital Católico em 1893.

## Funcionários notáveis
Foi neste hospital que o médico oftalmologista Li Wenliang verificou a existência de um surto viral, mais tarde relacionado com a pandemia de COVID-19. Li contraiu o vírus e morreu nas instalações do respetivo hospital.